# Fanny Cadeo
Fanny Cadeo (nascuda l'11 de setembre de 1970) és una actriu, cantant i model italiana. Cadeo va néixer a Lavagna i va estudiar interpretació amb Beatrice Bracco. Va aconseguir el seu primer èxit l'any 1992 quan va ser una de les primeres showgirls a aparèixer a Striscia la notizia i va romandre amb el programa fins e 1994. Des del 2013, és la presentadora del programa de televisió Rai Due Il Cercasapori. Cadeo té una filla nascuda el 2014 de la seva relació amb un empresari italià, Stefano Caviglia.

## Biografia
Abans d'entrar al món de l'espectacle, es va graduar en idiomes al Liceo Lingiustico Santa Marta de Chiavari i va participar en diverses classes de cant, dansa i jazz modern. Va fer el seu debut televisiu com a velina presentant Striscia la notizia (1992 i 1994). També ha interpretat diverses cançons, com una versió de "Mambo italiano" (1993), "I want your love" (1994) i "Living in the Night" (2000).
El 1995 va aconseguir un paper protagonista a la pel·lícula Trinita & Bambino ... e adesso tocca a noi!. El 2003 va formar part del repartiment de Buona Domenica.
El 2012 va interpretar a Portia a la producció escènica d'El Marxant de Venècia de Shakespeare dirigida per Andrea Buscemi. Del 2012 al 2014 va treballar a Rai Radio 1 al programa L'Italia che va amb Daniel Della Seta.

## Obra

### Teatre
- Gocce di luna - dirigida per Armando Marra
- Passerelle amb Platinette - dirigida per Mino Bellei
- Sex and City - dirigida per Fabio Crisafi
- Arrivederci e grazie (monòlegs) amb Manuela Kustermann - dirigida per Giancarlo Nanni
- Portami tante rose.it amb Valeria Valeri - dirigida per Marco Mattolini
- Rimanga tra noi amb Antonio Giuliani - dirigida per Antonio Giuliani
- Mi ritorni in mente amb Franco Oppini - dirigida per Renato Giordano
- El marxant de Venècia de William Shakespeare, dirigida per A. Buscemi

### Discografia
- 1993 - Another Chance
- 1993 - Mambo Italiano
- 1994 - I Want Your Love
- 1994 - Pecame
- 1995 - I Want Your Love Remix
- 2000 - Living In The Night

### Cinema
- Trinità & Bambino... e adesso tocca a noi, dirigida per E.B. Clucher (1995)
- Croce e delizia, dirigida per Luciano De Crescenzo (1995)
- Gli inaffidabili, dirigida per Jerry Calà (1997)
- Una milanese a Roma, dirigida per Diego Febbraro (2001)
- Fatti della banda della Magliana, dirigida per Daniele Costantini (2005)
- Cose da pazzi, dirigida per Vincenzo Salemme (2005)
- Troppo belli, dirigida per Ugo Fabrizio Giordani (2005)

### Ficció a televisió
- Racket - dirigida per Luigi Perelli
- Agenzia fantasma - dirigida per Vittorio De Sisti
- Tutti gli uomini sono uguali - dirigida per Alessandro Capone
- Un posto al sole (estrella convidada) - RAI 3
- La Squadra (guest star) RAI 3
- Il Grande Torino - dirigida per Claudio Bonivento
- Domani - regia di Vincenzo Terracciano
- Condominio sit-com a Buona Domenica (amb Claudio Lippi i Laura Freddi) - dirigida per Beppe Recchia
- Io e mamma amb Stefania i Amanda Sandrelli - dirigida per Andrea Barzini

### Programes de televisió
- Striscia la notizia - edició de 1994
- Maurizio Costanzo Show
- Tappeto Volante
- Quelli che il calcio.
- Raffaella (TVE)
- Gran fiesta Italiana (Telecinco)
- Eurot (Chanel 4)
- Thomas G. Show (Germania)
- Primatist Trophy presentadora per Odeon TV
- Donne e viaggi Rete 4
- Ci vediamo su Raiuno amb Paolo Limiti
- Uno Mattina Raiuno (programa especial)
- Stupido Hotel Raidue
- Buona Domenica Canale 5
- SOS notte (presentadora) Alice Home TV
- Follie rotolanti (presentadora) Raidue (2008)
- Venice Music Award (Raidue) 2009
- Cercasapori (presentadora) (Raidue) 2009-2010
- Premio Mogol (Aosta) Raiuno (2010)
- 10 Stelle per Madre Teresa Raiuno, 2010
- L'Anno che verrà Raiuno Concerto do Capodanno 2011 a Rimini (2 cançons)
- Torino Film Festival Rai Movie presentadora
- Lasciatemi cantare Raiuno amb Carlo Conti

### Programes de ràdioi
- Programma musicale anni ’60 – ’80. Presentadora - Isoradio
- Il Cercasapori-SMS consumatori. presentadora - Isoradio
- Grazie dei fiori. presentadora - Isoradio
- L’Italia che va con Daniel della Seta. presentadora - Radio 1